# Joaquim Nabuco (kommun)
Joaquim Nabuco är en kommun i Brasilien.   Den ligger i delstaten Pernambuco, i den östra delen av landet, 1 600 km nordost om huvudstaden Brasília. Antalet invånare är 15 774.
Följande samhällen finns i Joaquim Nabuco:
- Joaquim Nabuco

Omgivningarna runt Joaquim Nabuco är en mosaik av jordbruksmark och naturlig växtlighet. Runt Joaquim Nabuco är det ganska tätbefolkat, med 104 invånare per kvadratkilometer.